# Giáo hoàng Clêmentê XIII
Clêmentê XIII (Latinh: Clemens XIII) là vị giáo hoàng thứ 248 của giáo hội công giáo.
Theo niên giám tòa thánh năm 1806 thì ông đắc cử Giáo hoàng năm 1758 và ở ngôi Giáo hoàng trong 10 năm 6 tháng 28 ngày. Niên giám tòa thánh năm 2003 xác định ông đắc cử Giáo hoàng ngày 6 tháng 7 năm 1758, ngày khai mạc chức vụ mục tử đoàn chiên chúa là ngày 16 tháng 7 và ngày kết thúc triều đại của ông là ngày 2 tháng 2 năm 1769.

## Trước khi thành giáo hoàng
Giáo hoàng Clemens XIII sinh tại Venice ngày 7 tháng 3 năm 1693 với tên thật là Carlo della Torre Rezzonico.
Ông đã được giáo dục bởi các tu sĩ Dòng Tên sau đó học giáo luật và bắt đầu sự nghiệp tại giáo triều Rôma vào năm 1716 với tư cách là thẩm trình viên ở Tòa án tối cao của pháp viện Tòa thánh.
Năm 1725, ông được thăng chức dự thẩm của tòa thượng thẩm Rôma (Rota) cho Cộng hòa Venise. 
Ông được bổ nhiệm làm hồng y phó tế năm 1737.
Năm 1747, ông được tấn phong Giám mục Pađua. 

## Giáo hoàng
Carlo della Torre Rezzonico lên kế vị Benedictus XIV trên ngai Phêrô vào ngày 6 tháng 7 năm 1758. Ông soạn sắc chỉ Christianae reipublicae salus, chống trào lưu Khai sáng.
Lúc này, một biến cố lớn diễn ra: trong cuộc Chiến tranh Bảy Năm giữa Nữ hoàng Áo là Maria Theresia và vua Phổ là Friedrich II Đại Đế, đoàn quân Áo hùng mạnh của Thống chế - Bá tước Leopold Joseph von Daun đánh tan nát đoàn quân tinh nhuệ Phổ do vua Friedrich II Đại Đế thân chinh thống lĩnh, trong trận đánh ác liệt tại Hochkirch (1758). Giáo hoàng Clêmentê XII khi mới lên ngôi đã quyết định phải bênh vực Nữ hoàng Maria Theresia chống lại "tên vua nghịch đạo". Đúng vaò ngày Giáng sinh, ông ban tặng cho Thống chế Daun một thanh bảo kiếm và một chiếc mão, do ông này có công đại phá "bọn ngoại giáo". Đây là món quà truyền thống của Giáo triều dành cho người lập đại công bảo vệ đức tin. Không những thế, Clêmentê XII còn cho làm lễ tưng bừng. Song, ngay từ thế kỷ thứ 17 món quá này thực chất đã mất đi giá trị truyền thống của nó, dễ bị chê cười bởi những người theo trào lưu Khai sáng. Vị vua - hiền triết Friedrich II Đại Đế không ngần ngại phê phán Tòa Thánh, thường chê cười và sỉ vả hành vi này của Giáo hoàng. Nhưng rồi, thiên hạ từ Lisbon đến Sankt-Peterburg đều cảm thấy an mừng khi cái thời đại của các cuộc Thập tự chinh đã qua đi. Vào năm 1763, cuộc Chiến tranh Bảy Năm kết thú, nước Phổ đánh thắng liên minh Áo - Pháp. Đây là một thất bại ê chề nhất của Tòa Thánh kể từ thời Martin Luther tiến hành Kháng Cách.

### Dòng Tên
Triều đại Giáo hoàng của ông gặp phải một thời điểm khó khăn về mặt lịch sử đối với Giáo hội: hầu hết các quốc gia châu Âu đang trải qua một giai đoạn chống đối giáo sĩ lan tràn. Ông nỗ lực bảo vệ các tu sĩ dòng Tên những người vào thời điểm đó đang bị bách hại và ông triệu tập tất cả về hội nghị ở Civitavecchia.
Năm 1759, nhân vụ Jose-vua Bồ Đào Nha bị áp sát, thủ tướng Pombal đã đổ tội cho các linh mục dòng Tên chủ mưu rồi cho quân đi chiếm các tu viện, gần 600 linh mục bị trục xuất, chở trên tàu thủy đem trao trả cho Giáo hoàng vơi giọng điệu chế diễu: "Xin kính hoàn Giáo hoàng bọn người vô tích sự này".
Ở Pháp, năm 1764 4000 tu sĩ dòng Tên bị trục xuất. Họ đòi Roma phải giản tán cả dòng, bằng cách gây áp lực chiếm đất Tòa thánh như Avignon, Benevento... Giáo hoàng Clement XIII ban tông thư Apostolicum, tỏ ra cương quyết chống lại những vu cáo nhằm chống lại một dòng, mà ông nhìn nhận là rất có công với Tòa thánh và được công đồng Trento khen ngợi. Ông còn thêm lời an ủi các linh mục trong tông thư đó.
Nhưng tông thư đó, không được phe chống đối chấp nhận và họ còn hoạt động ráo riết hơn. Năm 1767 gần 6000 tu sĩ dòng Tên bị trục xuất khỏi Tây Ban Nha. Sau đó là vương quốc Naples và công quốc Parme (1768), đảo Malte cũng trục xuất họ khỏi lãnh thổ mình.
Giáo hoàng Clement XIII qua đời tại thành Rôma ngày 2 tháng 2 năm 1769.